# Verbascum longicrure
Verbascum longicrure är en flenörtsväxtart som beskrevs av Vincze von Borbás. Verbascum longicrure ingår i släktet kungsljus, och familjen flenörtsväxter. Inga underarter finns listade i Catalogue of Life.